# Bergamasc
El Bergamasc és una raça de gos originària dels Alps italians, emprat com a gos pastor. Els primers centres de domesticació d'ovelles i cabres semblen la regió que s'estén des dels contraforts de les muntanyes Zagros que es troben a cavall entre la frontera entre l'Iraq i l'Iran. En aquestes mateixes regions s'originen un tipus de gossos amb pelatges llargs i erectes descendents d'un llop amb un pelatge molt gruixut. D'aquestes regions, aquests gossos van emigrar amb els grups de població que es van desplaçar d'est a oest a la recerca de noves pastures, establint-se en zones muntanyoses al llarg d'una línia pràcticament ininterrompuda des dels plans superiors d'Àsia sobre totes les muntanyes d'Anatòlia, el Caucas, els Carpats, els Alps, el massís central francès fins als Pirineus. Al llarg d'aquesta ruta hi ha ara una varietat de races ara estabilitzades i reconegudes, que són gairebé segurament descendents directes d'aquest avantpassat comú.
Aquestes característiques s'han endinsat a causa de l'adaptació al clima i a les ubicacions geogràfiques dels seus llocs d'origen i es mantenen a través de les condicions ambientals. Les races que avui es coneixen per aquestes característiques són:
- l'Oftscharka a Rússia

- el Komondor i Puli a Hongria

- el gos pastor polonès de les planes o pastor de Valée de les terres baixes poloneses
- el Schapendoes dels països baixos.[1]

- el Schafpudel a Alemanya, ara molt rar però no del tot extingit[2]
- el briard als Alps Francesos
- Gos d'atura català

## Descripció de la Raça
Es un gos de talla mitjana, d'aspecte molt rústic amb molt pel en totes les seves parts del cos. Es de constitució forta i ben proporcionat. La funció principal d'aquest gos era conduir i custodiar els ramats d'ovelles.
El pel molt llarg, abundant, fort i forma flocs ondulats a la mitat anterior del tronc.En tota la mitat posterior del tronc i en les potes, tendeix a formar flocs enredats molt característiques en els gos jove. El pelatge es caracteritza per tres tipus de pel, un pelatge fi, dens i greixós, llargs pels més durs similar a una cabra i un pelatge exterior llanós superior. Els tres tipus de pel es van teixint a mesura que el gos es fa gran fent per fora com unes estores. El mantell està complert als tres anys. Es un gos poc usual ja que el seu pel espanta als possibles propietaris, encara que mai ha de pentinar-se, s'ha de banyar sovint i deixar assecar al sol, encara que ho sembli és un dels mantells amb menys manteniment.
El color es gris uniforme o amb taques en totes les tonalitats fins al negre.
Mesures: Els mascles solen ser entre 58 a 62 cm per un pes de 32 a 38 kg. Les femelles de 54 a 58 cm per un pes entre 26 a 32 Kg.
Esperança de Vida : Entre 13-15 anys.
Es un gos molt rústic, no té pràcticament problemes de salut i si viu en bones condicions té una esperança de vida molt llarga, gossos de més de 10 anys poden seguir fent de guarda.
El seu habitat ideal es el jardí però pot viure en una casa.

## Temperament/Caràcter
Es un gos molt equilibrat, ni agressiu ni mossegador, però té un fort instint protector. Es una gos que sempre està en alerta, es desconfiat amb els estranys.
Es un animal que necessita una bona socialització i educació des de cadell, si es fa bé, es molt amigable amb altres gossos o mascotes.
Necessita una hora d'exercici mínim diari.
Encara que va néixer com un gos pastor, ara es un gos de guarda, companyia o exposició.